# Agregat krystaliczny

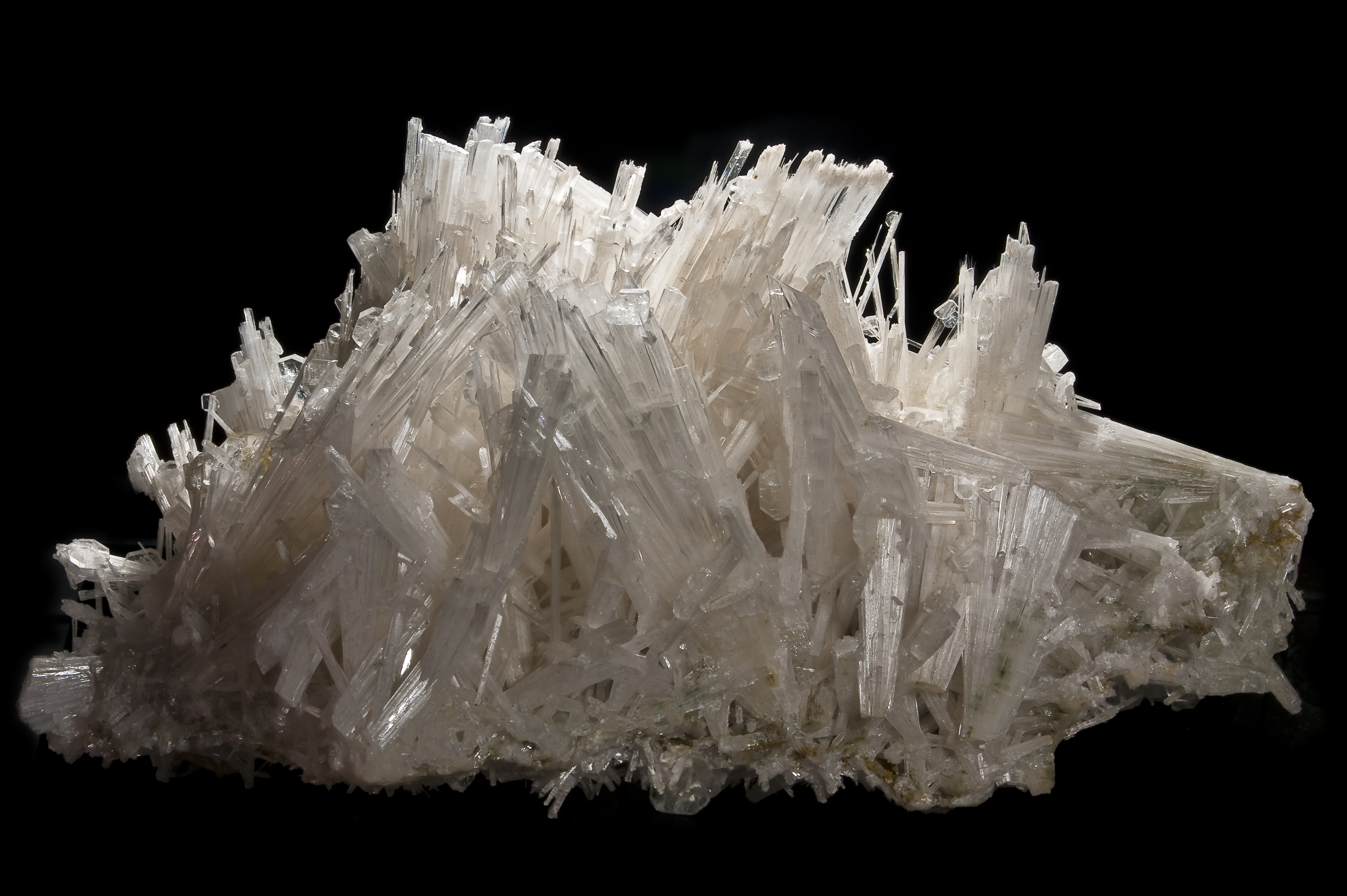
Przykład agregatu krystalicznego o igiełkowym skupieniu kryształów

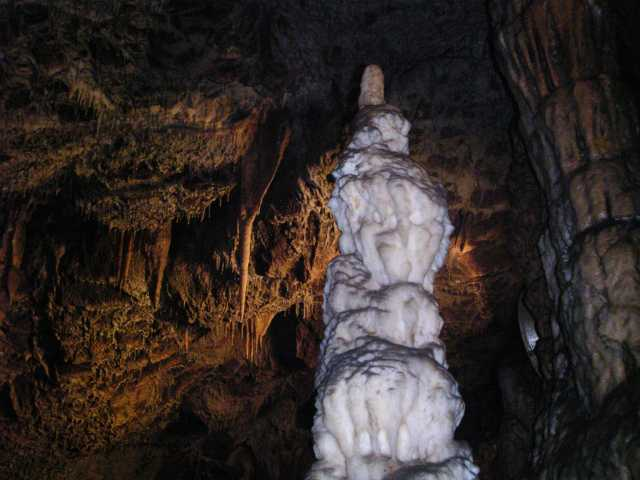
Stalagmit – agregat krystaliczny o naciekowym skupieniu kryształów

Agregat krystaliczny- skupienie drobnych kryształów tego samego minerału lub tej samej syntetycznej substancji krystalicznej.
Na podstawie kształtu i ułożenia składników tworzących skupienie wyróżnia się agregaty krystaliczne:
- ziarniste o ziarnach: włóknistych, blaszkowych, łuskowych, pręcikowych i innych.
- naciekowe: stalagmity, stalaktyty, naloty, druzy, nacieki i wykwity na powierzchni innych minerałów i skał